# Léon Fredericq
Ne doit pas être confondu avec le peintre Léon Frédéric, lui aussi baron.
Pour les articles homonymes, voir Fredericq.
Le baron Léon Fredericq, né à Gand le 24 août 1851 et mort à Liège le 2 septembre 1935, est un médecin et physiologiste belge et aussi aquarelliste.

## Biographie
Léon Fredericq, né à Gand le 24 août 1851, est le fils de César Fredericq, médecin et conseiller communal et de Mathilde Huet, directrice d'un pensionnat de jeunes-filles. Le 10 septembre 1881, il épouse à Liège Bertha Spring dont les parents sont tous deux professeurs à l'Université de Liège.
Orienté de bonne heure vers les sciences, la culture et la politique, il s'inscrit à l'Université de Gand. En 1871, il y décroche son diplôme de docteur en sciences naturelles. En 1875, celui de docteur en médecine, chirurgie et accouchements. En 1878, il obtient le grade de docteur spécial en sciences physiologiques.
De 1875 à 1879, Léon Fredericq effectue plusieurs voyages d'études qui lui permettent de rencontrer de nombreux scientifiques qui s'occupent de créer la physiologie expérimentale :
- à Paris: Paul Bert, Jules Marey, Claude Bernard;
- à Roscoff: Henri de Lacaze-Duthiers;
- à Strasbourg: Friedrich Goltz et Felix Hoppe-Seyler ;
- à Heidelberg: Wilhelm Kühne
- à Berlin: Emil du Bois-Reymond.

En 1879, il hérite de la chaire de physiologie de l'Université de Liège laissée vacante par Theodor Schwann. Il s'installe rapidement à Liège (1880) où il épouse Bertha Spring.
De 1885 à 1888, il collabore avec Lambert Noppius à la construction d'un institut de physiologie à Liège (place Delcour), qui possèdera un rayonnement international. En 1904, il est directeur de la classe des sciences à l'Académie royale de Belgique et en 1910, il sera membre titulaire de l'Académie royale de médecine de Belgique.

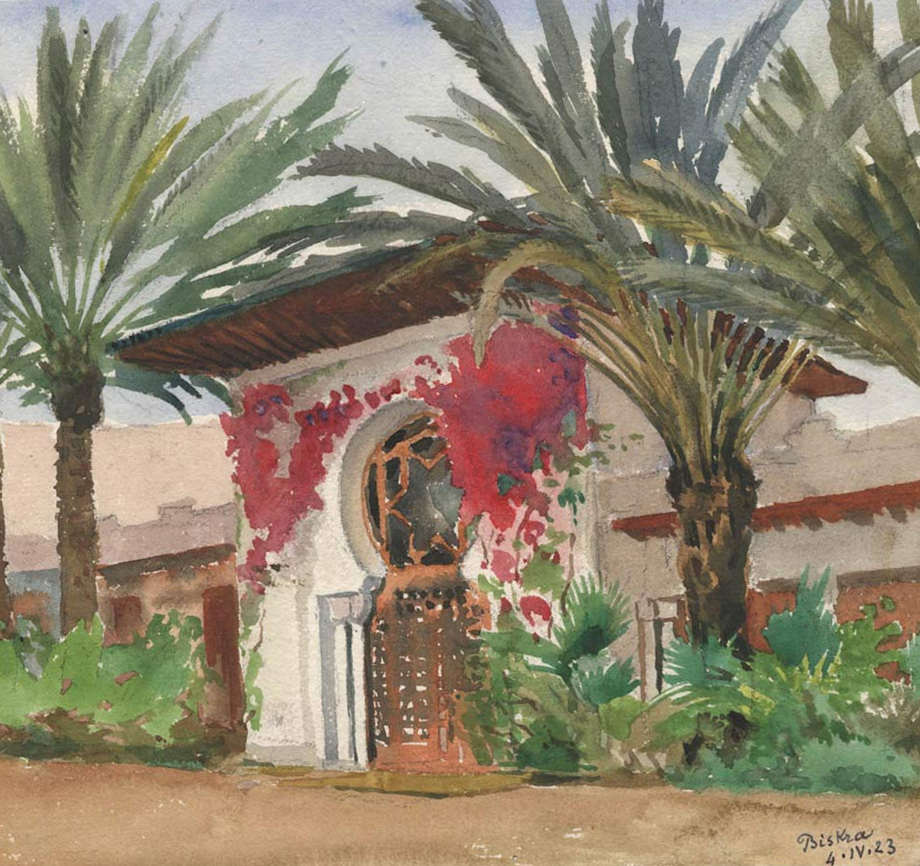
Une aquarelle réalisée en 1923 à Biskra

## Principaux apports scientifiques
Léon Fredericq a à son actif la découverte de l’hémocyanine (c'est lui qui en propose le nom, en 1878), deuxième transporteur d’oxygène utilisé par les êtres vivants. Ses travaux sur la circulation sanguine et la physiologie du cœur chez le chien lui vaudront d'être reconnu comme un éminent spécialiste de la circulation vasculaire et de la physiologie cardiaque. Il fait également progresser la chirurgie cardiaque canine. Enfin, il contribue par ses travaux à faire de la physiologie une science indépendante.

## Publications

### Articles
- « Sur l’hémocyanine, substance nouvelle du sang de poulpe ». Comptes Rendus Hebdomadaires des Séances de l'Académie des Sciences, CXXXVII, pp. 996-998 (Lire en ligne)
- « Sur la physiologie du cœur chez le chien », Comptes Rendus Hebdomadaires des Séances de l'Académie des Sciences, XII(12), pp. 661-665 (Lire en ligne)
- « Recherches sur la respiration et la circulation. III. Exploration du choc du cœur au moyen de la sonde œsophagienne », Archives de Biologie, VII, pp. 229-248 (Lire en ligne)

### Ouvrages
- Fonction nouvelle de la salive ; composition saline du sang et des tissus des animaux marins ; influence des variations de la composition centesimale de l’air sur l’intensite des echanges respiratoires. s. l, s. n., s. d. (Lire en ligne)
- Génération et structure du tissu musculaire: Concours universitaire de 1873-1874, question de médecine, Bruxelles, Th. Lesigne, 1875
- Recherches sur la constitution du plasma sanguin, Gand, Clemm, 1878
- Le corps humain : anatomie et physiologie populaires. Bruxelles, A. N Lebègue et Cie, 1884 (Lire en ligne)

## Hommages et distinctions
Des universitaires liégeois ont créé en 1987 la Fondation Léon Fredericq, devenue en 2005, le Fonds Léon Fredericq, avec comme crédo : « donner à l’intelligence et à la créativité des jeunes chercheurs les moyens de servir la connaissance scientifique et le progrès médical ».
L'Université catholique de Louvain décerne le Prix Léon et Henri Fredericq pour la recherche médicale. Il était membre des académies de Londres, de Rome et de l'Institut de France. Il était docteur honoris causa des universités de Bruxelles, Lyon, Strasbourg, Lausanne, Saint-Andrew et Groningue.
Les villes de Schaerbeek et de Liège ont nommé une rue Léon Fredericq.
Il est fait baron par le roi Albert Ier en 1931.
Les distinctions suivantes lui ont été attribuées :
- Grand-croix de l'ordre de la Couronne ;
- Grand officier de l'ordre de Léopold ;
- Grand cordon de l'ordre du Nil (Égypte) ;
- Commandeur de la Légion d'honneur (France) ;
- Commandeur de l'ordre de la Couronne d'Italie.